# Darío Verón
Darío Anastacio Verón Maldonado (San Ignacio, 26 de Julho de 1979) é um ex-futebolista paraguaio.

## Carreira
Veron integrou a Seleção Paraguaia de Futebol na Copa América de 2001.